# Brckovljani
Brckovljani – wieś w Chorwacji, w żupanii zagrzebskiej, siedziba gminy Brckovljani. W 2011 roku liczyła 1542 mieszkańców.